# 武田病院
武田病院（たけだびょういん）は、京都府京都市下京区にある医療機関。地域医療支援病院や、臨床研修指定病院等に指定されている。

## 沿革
- 1970年10月 - 開院。
- 1979年5月 - 現在地に移転。
- 2003年4月 - 臨床研修指定病院に指定。
- 2006年12月 - 地域医療支援病院に承認。
- 2017年3月 - 暴力団総長の虚偽診断書作成などの疑いで医師など3人が逮捕。関連して京都府立医科大学附属病院でも強制捜査が行われた。

## 診療科
- 内科
- 循環器内科
- 神経内科
- 呼吸器内科
- 消化器内科
- 小児科
- 外科
- 整形外科
- 脳神経外科
- 心臓血管外科
- 呼吸器外科
- 皮膚科
- 泌尿器科
- 眼科
- 放射線科
- リハビリテーション科
- 麻酔科

## 交通アクセス
- JR西日本、近鉄、地下鉄京都駅下車、徒歩5分